# Nearly God
Nearly God (в переводе с англ. — «Почти Бог») — второй студийный альбом британского музыканта Tricky, выпущенный 29 апреля 1996 года.

## Об альбоме
Название «Nearly God» было взято из одного интервью, которое Tricky давал в Германии .

 Откуда взялось название «Nearly God»? 
В прошлом году в Германии один парень брал у меня интервью. Он пришёл и спросил: «Каково это — почувствовать себя Богом?», — и, остановившись, добавил, — «Ну, почти Богом.»Оригинальный текст (англ.)Where did the name Nearly God come from? 
It was from a bloke who interviewed me in Germany last year. He came in and said, "So how does it feel to be God?", then stopped and went, "Well, nearly God." 

## Список композиций
1. «Tattoo» — 5:30
2. «Poems» — 6:54
3. «Together Now» — 3:09
4. «Keep Your Mouth Shut» — 6:01
5. «I Be The Prophet» — 4:55
6. «Make A Change» — 6:00
7. «Black Coffee» — 4:50
8. «Bubbles» — 3:25
9. «I Sing For You» — 6:21
10. «Yoga» — 4:32
11. «Judas» — 4:21 (кавер Depeche Mode) (US Release)
12. «Children’s Story» — 4:49 (кавер Slick Rick) (US Release)

## Участники записи
- Tricky — вокал, тексты, продюсер
- Мартина Топли-Бёрд — вокал
- Бьорк — вокал, тексты («Keep Your Mouth Shut» и «Yoga»)
- Terry Hall — вокал, тексты («Poems» и «Bubbles»)
- Нене Черри — вокал, тексты («Together Now»)
- Alison Moyet — вокал, тексты («Make A Change»)
- Cath Coffey — вокал, тексты («I Sing For You»)
- Dedi Madden — бэк-вокал («I Sing For You»)
- Pete Briquette — продюсирование
- Moi Lucas — фотограф

## Позиции в чартах
| Страна                                    | Позиция |
| ----------------------------------------- | ------- |
| Швеция, Swedish Charts Portal             | 27      |
| Норвегия, Norwegian Charts Portal         | 34      |
| Бельгия, Ultratop Belgian Charts          | 35      |
| Новая Зеландия, New Zealand Charts Portal | 48      |
| Нидерланды, Dutch Charts Portal           | 90      |